# Panipat (stad)
Panipat is een nagar panchayat (plaats) in het district Panipat van de Indiase staat Haryana. 

## Demografie
Volgens de Indiase volkstelling van 2001 wonen er 261.665 mensen in Panipat, waarvan 55% mannelijk en 45% vrouwelijk is. De plaats heeft een alfabetiseringsgraad van 69%. 